# Lavarone
Lavarone is een gemeente in de Italiaanse provincie Trente (regio Trentino-Zuid-Tirol) en telt 1109 inwoners (31-12-2004). De oppervlakte bedraagt 26,3 km², de bevolkingsdichtheid is 42 inwoners per km².

## Demografie
Lavarone telt ongeveer 483 huishoudens. Het aantal inwoners daalde in de periode 1991-2001 met 0,7% volgens cijfers uit de tienjaarlijkse volkstellingen van ISTAT.
| Jaar | Inwoneraantal |
| ---- | ------------- |
| 1991 | 1092          |
| 2001 | 1084          |

## Geografie
De gemeente ligt op ongeveer 1100 m boven zeeniveau.
Lavarone grenst aan de volgende gemeenten: Caldonazzo, Luserna, Folgaria, Pedemonte (VI), Lastebasse (VI).

## Sport
Lavarone was twee keer aankomstplaats van een etappe in wielerkoers Ronde van Italië. In 1964 won er de Spanjaard Angelino Soler en in 2022 de Colombiaan Santiago Buitrago.

## Externe link

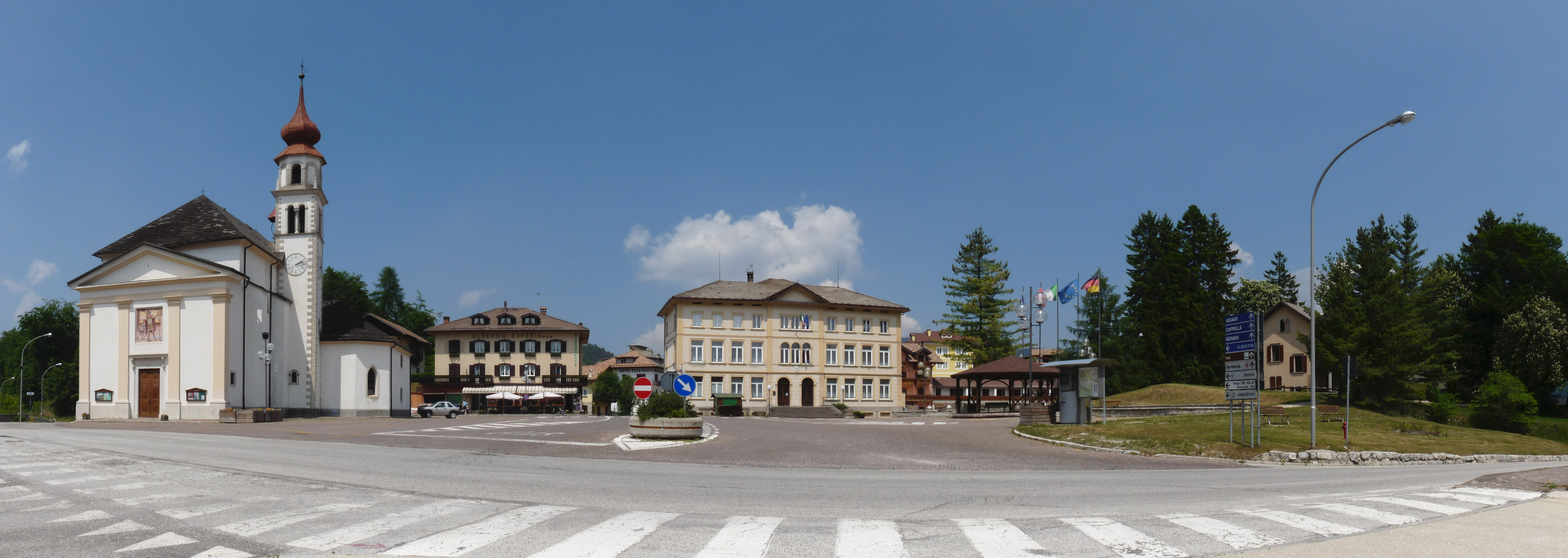
Centrum van Lavarone